# Бернар, Франсуа

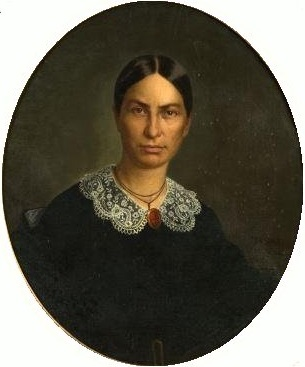
Портрет Francoise Dugas Gaudet

Франсуа Бернар (англ. Francois Bernard, также известен как Francisco Bernard; 1812—1875) — американский художник-портретист французского происхождения.
Известен своими работами миниатюрной портретной живописи, а также пейзажами и жанровыми произведениями.

## Биография
Родился в 1812 году (по другим данным в 1814 году). Его место рождения неизвестно, считается, что художник родился во Франции.
Работал в Новом Орлеане, штат Луизиана, в 1848 году, судя по нескольким портретам жителей Луизианы того периода. Первое упоминание о нём в новоорлеанских газетах появилось в 1856 году.
После сложной экономической обстановки в США после Гражданской войны, некоторое время находился в Южной Америке, в частности в Перу.
Франсуа Бернар неоднократно выставлялся, в том числе на американских выставках в Новом Орлеане в 1885—1886 годах. Был награждён серебряной медалью.
Его стиль живописи отличался тщательной детализацией на миниатюрах, в связи с чем Бернара сравнивали с другим новоорлеанским художником — Джорджем Дэвидом Кулоном.
Самая большая коллекция работ Франсуа Бернара находится в Музее штата Луизиана в Новом Орлеане.
Умер в 1875 году.